# 赫靈鎮區 (北卡羅萊納州桑普森縣)
赫靈鎮區（英語：Herring Township）是位於美國北卡羅萊納州桑普森縣的一個鎮區。

## 地方資料
赫靈鎮區的面積為100.75平方千米，當中陸地面積為110.75平方千米，而水域面積為0.00平方千米。根據2020年美國人口普查的數據，當地共有人口1758人，而人口密度為每平方千米17.45人。